# Buster Drayton

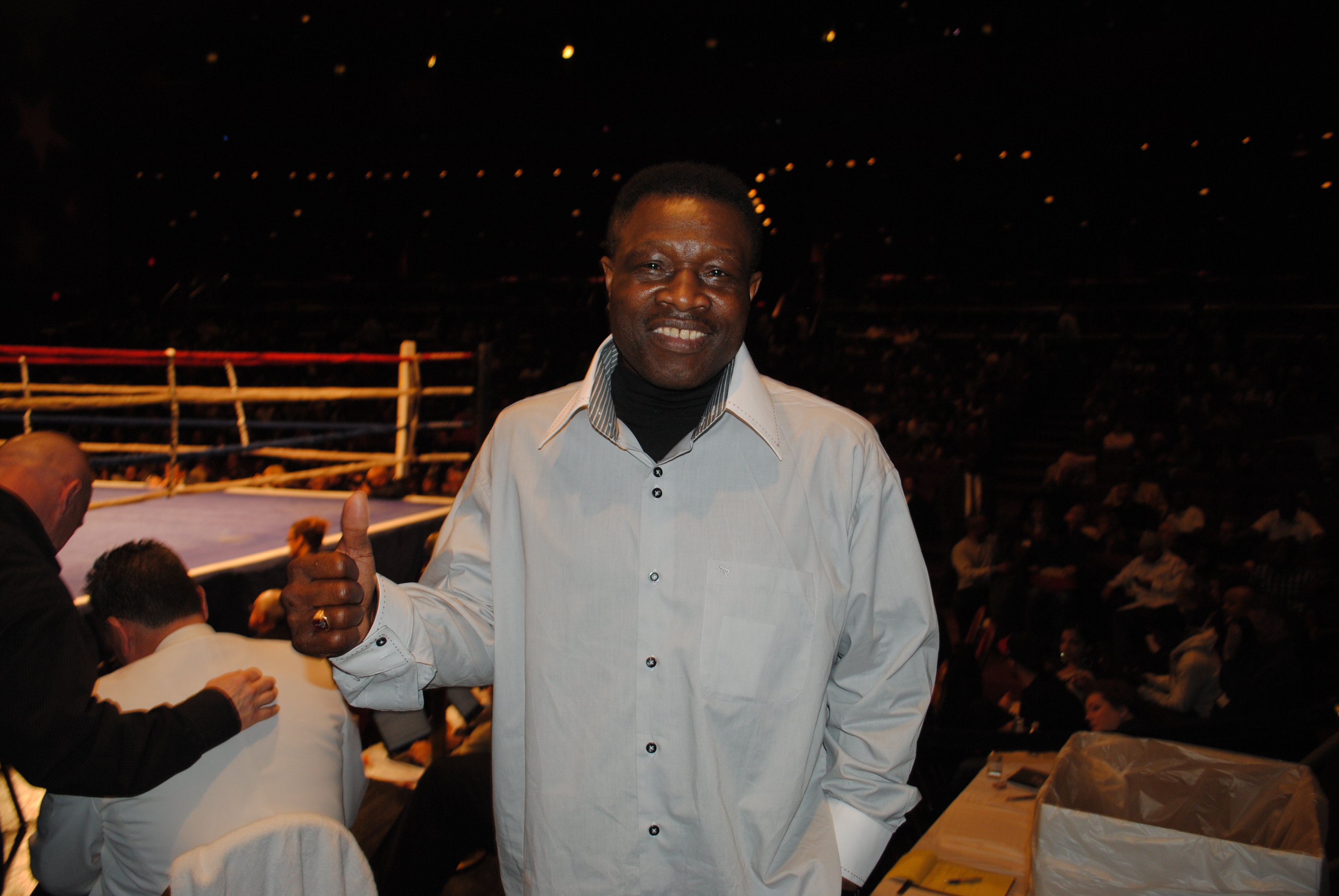
Buster Drayton (2012)

Buster Drayton (* 2. März 1952 in Philadelphia, Pennsylvania, USA als Moses Buster Drayton; † 20. November 2022) war ein US-amerikanischer Boxer im Halbmittelgewicht und Weltmeister der IBF.

## Profikarriere
In seinem Profidebüt im Jahre 1978 boxte er gegen seinen Landsmann Charles Carey nur unentschieden. Bereits in seinem 10. Kampf musste er seine erste Niederlage hinnehmen, als Kevin Perry ihn in einem auf 10 Runden angesetzten Kampf in der dritten Runde k.o. schlug.
Im Juni 1986 bezwang er den Puerto-Ricaner Carlos Santos (Bilanz 34-1-0) über 15 Runden durch Mehrheitsentscheidung und eroberte dadurch den vakanten Weltmeisterschaftstitel des Verbandes IBF. Diesen Gürtel verteidigte er am 27. März des darauffolgenden Jahres gegen Said Skouma (22-4-0) durch T.K.o in Runde 10 und verlor ihn im Juni desselben Jahres an den bis dahin ungeschlagenen Kanadier Matthew Hilton (Bilanz 26-0-0-) durch einstimmigen Beschluss.